# Île des Pins
Die Île des Pins (deutsch Pinieninsel; Kanak Kunyié) ist eine Insel, die zum französischen Überseegebiet Neukaledonien gehört.

## Geographie
Die Île des Pins ist rund 130 km² groß (die exakte Flächenangabe von 141,4 km² schließt die südlich vorgelagerte Nebeninsel Koutoumo ein) und hatte im Jahr 2019 eine Bevölkerung von 2037 Einwohnern. Sie gehört zur Südprovinz von Neukaledonien und bildet die Kommune L’Île-des-Pins. Hauptort und Verwaltungssitz ist Vao, die größte Ortschaft, zweitgrößter Ort und Haupthafen ist Kuto. Längster Fluss ist der Ouro im Westen der Insel. Die höchste Erhebung, der 262 m hohe Pic N’Ga, befindet sich im Südwesten der Insel.

## Stämme
Die Bevölkerung der Insel, die dem district coutumier (etwa traditionellen Distrikt) entspricht, gliedert sich traditionell in acht Stämme, im Uhrzeigersinn, beginnend im Nordwesten:
Gadji (337), Wapan (110), Touêté (185), Ooatchia (98), Youati (82), Vao (137), Comagna (206), Kere (183).

## Wirtschaft und Tourismus

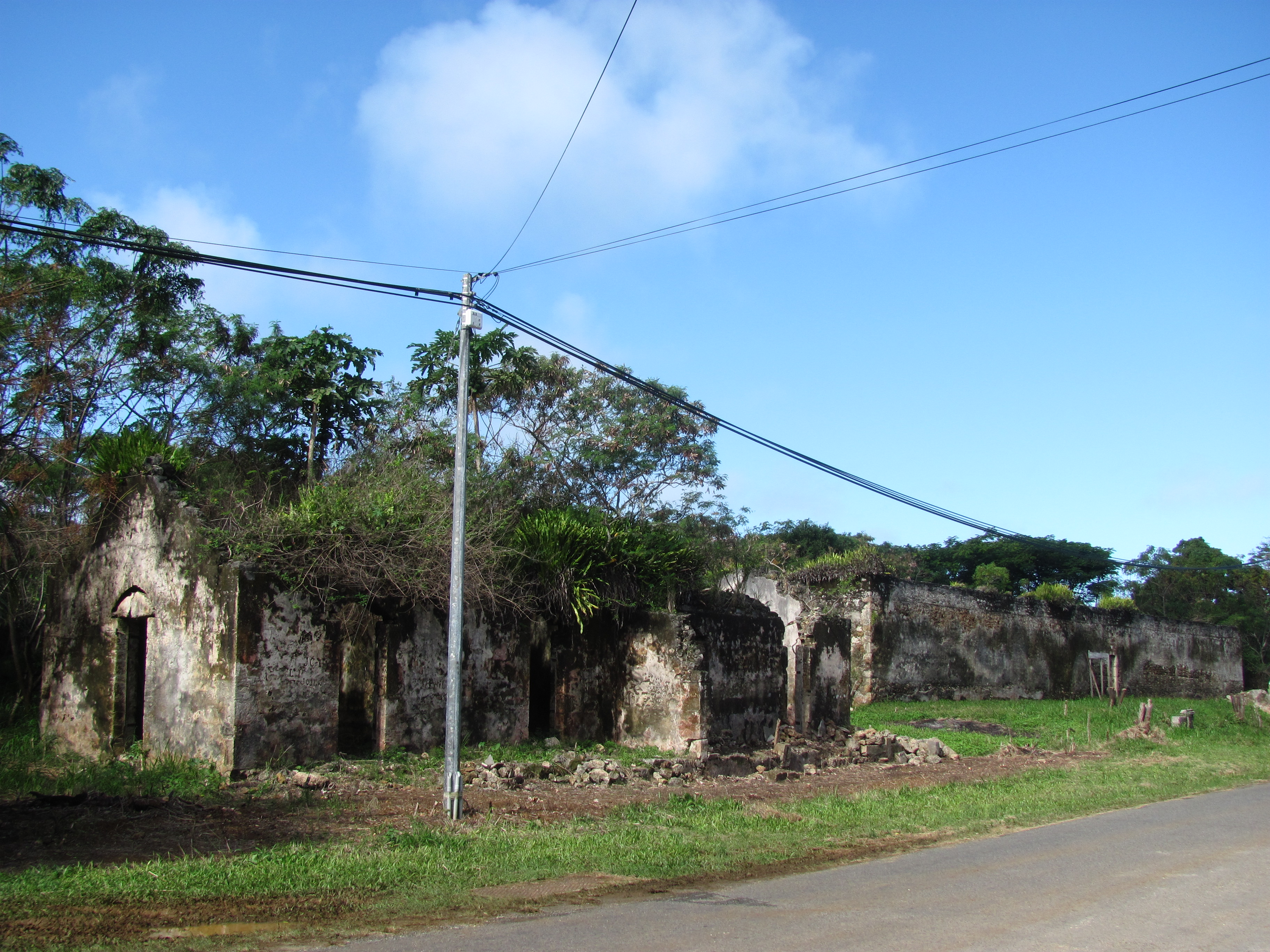
Ruine des Straflagers in Ouro

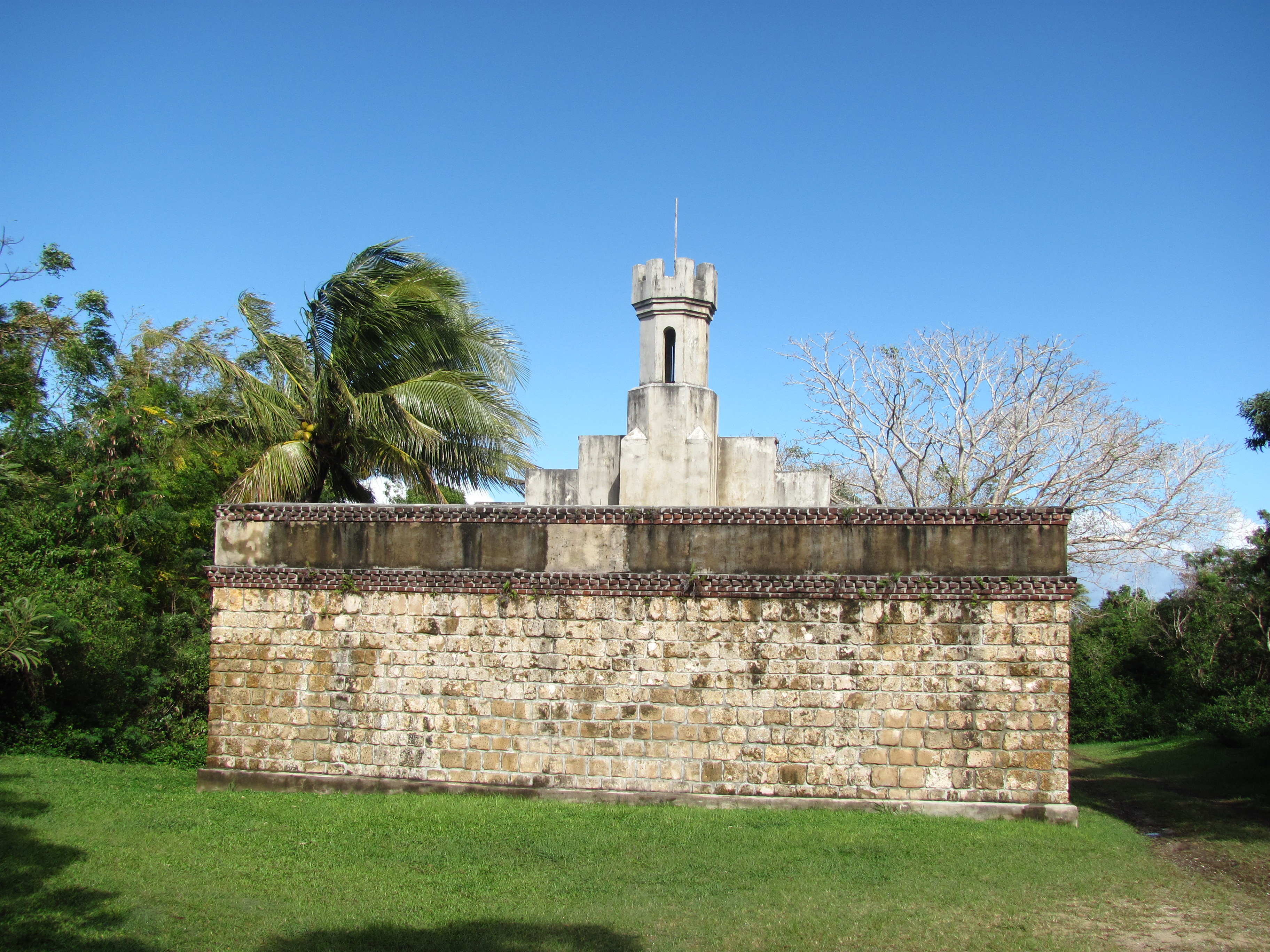
Wasserturm in Ouro

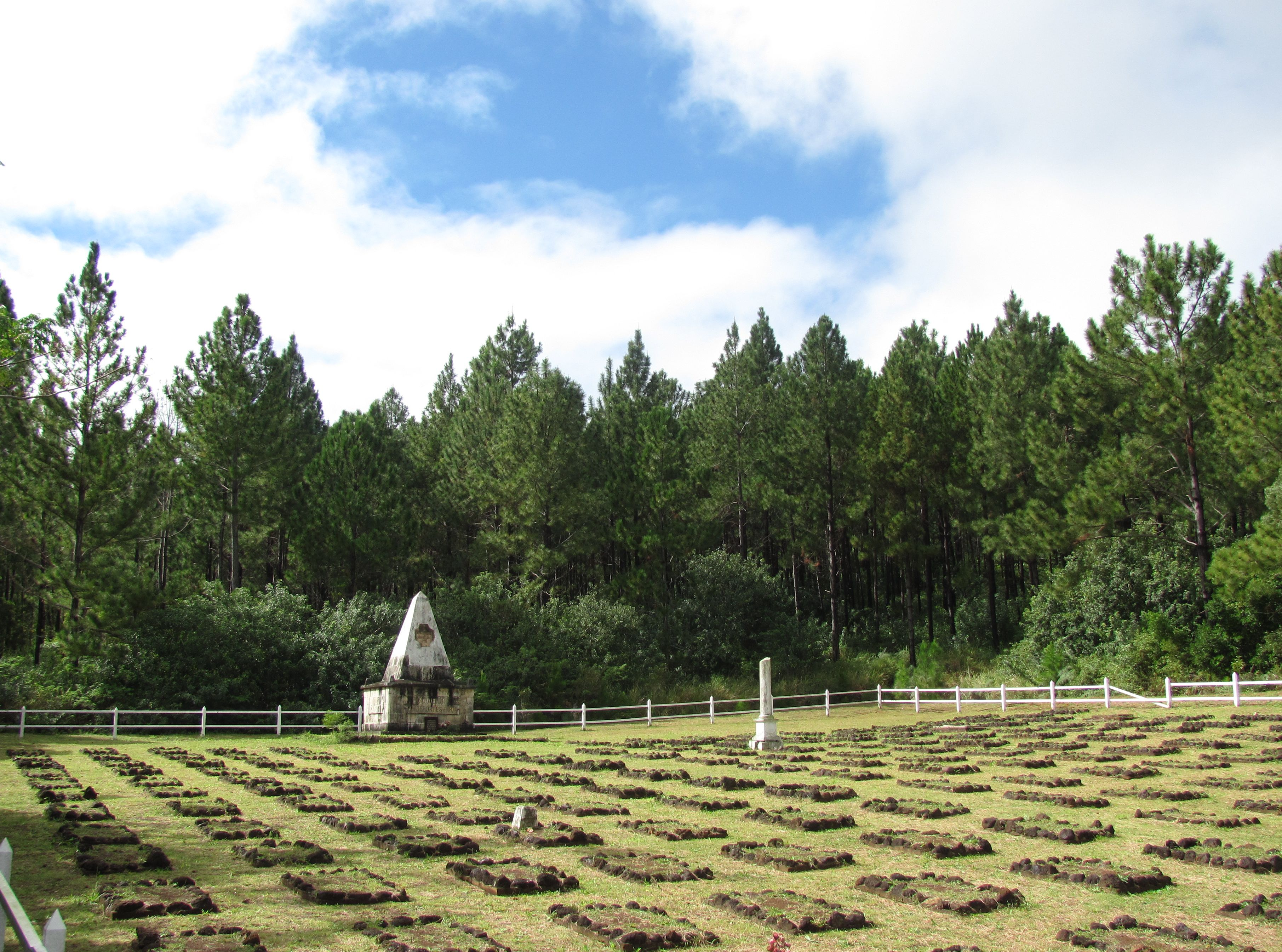
Friedhof Cimetière des Déportés

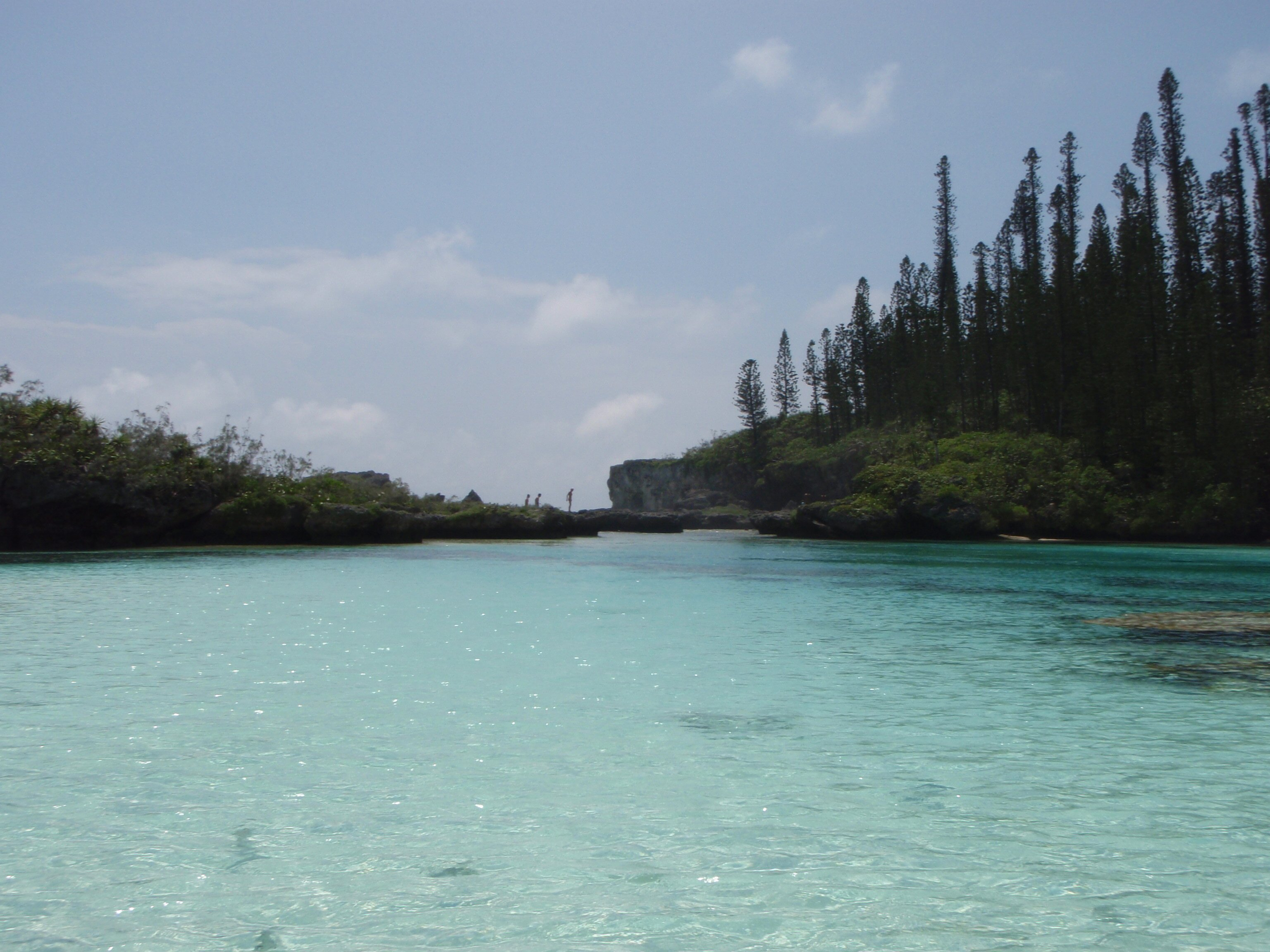
See Piscine naturelle

Der Fremdenverkehr ist mit weitem Abstand der bedeutendste Wirtschaftszweig der Île des Pins. Die Insel hat einen Spitznamen auf Französisch:  l’île la plus proche du paradis, was so viel wie „die nächste Insel zum Paradies“ bedeutet. Unter den Touristen, die die Insel besuchen, sind auch zahlreiche Sporttaucher, die wegen der schönen Lagune kommen, welche zahlreiche Fisch- und Korallenarten beherbergt. Häufig wird sie von Kreuzfahrtschiffen aufgesucht. Die meisten der Unterkünfte gehören zur gehobenen Preiskategorie.
Zwar pflanzen viele der einheimischen Familien auf ihrem Grundstück für den Eigenbedarf etwas Gemüse und Obst an, doch ist die Landwirtschaft nur von untergeordneter Bedeutung. Felder oder Äcker wurden auf der Île des Pins nicht angelegt, und es gibt nur wenige Kühe auf der Insel. In Vao, dem Hauptort der Île des Pins, werden noch die traditionellen Pirogen gebaut. In der Nähe des Ortes Koéville wird in begrenztem Umfang Vanille angebaut.
Etwa 300 Einwohner der Île des Pins arbeiten auf der Hauptinsel Neukaledonien und kehren nur für gelegentliche Besuche auf die Insel zurück.

## Geschichte
James Cook entdeckte die Île des Pins für die westliche Welt auf seiner zweiten Weltumseglung 1774 und gab ihr ihren Namen aufgrund der dichten Bewaldung mit Araukarien der Art Araucaria columnaris. Cooks Expedition unternahm keinen Landgang. Dass die Insel bewohnt war, wurde von den zahlreichen Rauchsäulen abgeleitet, die zu sehen waren.
1840 trafen die ersten evangelischen und 1848 die ersten katholischen Missionare auf der Insel ein. Die meisten Einwohner der Île des Pins traten zum katholischen Glauben über. Am 29. September 1853 stimmte Kaoua Vendegou, der bedeutendste Häuptling der Île des Pins, einer Inbesitznahme der Insel durch Frankreich zu und schloss mit dem französischen Admiral Febvrier-Despointes einen Vertrag.
Der Hydrograph Henry Mangles Denham vermaß 1853 die Insel auf einer seiner Expeditionsreisen.
1858 lebten rund 700 Menschen auf der Insel, und wenig später ließen sich hier weitere 900 Einwohner von der Insel Maré nieder, die wegen ihres katholischen Glaubens von dort vertrieben worden waren.
1860 begann man im Süden der Insel mit dem Bau der katholischen Kirche Notre Dame de l'Assomption, um die herum das Dorf Vao entstand. Hier siedelte sich auch der mächtigste Häuptling der Île des Pins an. Davor lebte er in Gadji im Norden der Insel, das damit ursprünglich die wichtigste Ortschaft der Île des Pins war.
Am 23. März 1872 wurde auf der Insel eine Strafkolonie eingerichtet, in die nach der Niederschlagung der Pariser Kommune 1871 viele der zur Verbannung Verurteilten  verbracht wurden. Auf dem 3999 ha großen Gelände waren 4250 Deportierte und ihre Familien untergebracht. Der westliche Teil der Insel wurde abgeholzt, um eventuelle Verstecke zu verhindern. Ein Wasserturm wurde 1876 von den Gefangenen fertiggestellt. Nach ihrer Amnestie am 3. März 1879 blieb das Straflager ungenutzt. Im März 1910 zerstörte ein Zyklon die Hälfte des Lagers. Am 1. April 1913 wurde die gesamte Insel per Erlass zu einem autochthonen Reservat erklärt.
Von den 5 Sträflingskolonien im Westen der Insel waren im Jahre 2010 lediglich ein Wasserturm und einige überwachsene Ruinen des Bagne sichtbar.

## Verkehr
Von Nouméa aus ist die Insel drei Mal pro Woche mit einer Fähre und dreimal täglich mit dem Flugzeug zu erreichen. Der Flugplatz Île des Pins befindet sich ungefähr in der Mitte der Insel. Öffentliche Verkehrsmittel sind auf der Insel nicht vorhanden, jedoch sind Mietwagen erhältlich. Die Insel wird durch eine gut ausgebaute Ringstraße erschlossen, von der zahlreiche Stichstraßen zu einzelnen Häusern, Ortschaften und Sehenswürdigkeiten abzweigen. Zu einigen besonders markanten Punkten, z. B. auf den Pic N’Ga, führen Wanderwege.

## Sehenswürdigkeiten
In Ouro, einer kleinen Streusiedlung im Westen der Insel, sind die Ruinen einer der fünf Sträflingskolonien erhalten, ebenso der von Häftlingen 1874/75 erbaute und 2005 renovierte Wasserturm, der noch heute seinen Zweck erfüllt. Die repräsentative Freitreppe des Verwaltungsgebäudes ist gut erhalten, ebenso 42 Gefängniszellen, die wie auch die Umfassungsmauer der Anlage von dem tropischen Pflanzenbewuchs befreit wurden. Die Sträflingskolonie dehnte sich beiderseits der heutigen Hauptstraße von Ouro aus.
Unweit nördlich von Ouro ist ein Friedhof einen Besuch wert, der Cimetière des Déportés, auf dem 240 zwischen 1872 und 1880 verstorbene Häftlinge der Pariser Kommune begraben sind. Ein Denkmal in Form einer Pyramide, die von Häftlingen erbaut wurde, erinnert an die Verstorbenen. Zwischen der Ortschaft Ouro und dem Friedhof dehnt sich entlang des Ouro, des längsten Flusses der Insel, Urwald aus.
Im Innern der Insel befinden sich in einem unbewohnten Gebiet etwa 400 stark von Pflanzen überwucherte und in der dicht bewachsenen Landschaft schwer auszumachende Grabhügel unbekannten Alters, die jeweils einen Durchmesser von 7 bis 8 m  und eine Höhe von bis zu 1,20 m aufweisen. Dass es sich um Grabhügel handelt, wurde erst 1959 durch archäologische Grabungen ermittelt.
Die Streusiedlung Koéville, in deren Nähe Vanille angebaut wird, ist durch die Tropfsteinhöhle Grotte de la Troisième bekannt, die manchmal auch Grotte de Diable (Teufelsgrotte) genannt wird.
Bis zum Beginn des 20. Jahrhunderts war der kleine Ort Gadji im Norden der Insel der Hauptort der Île des Pins, da der bedeutendste Häuptling hier lebte. Seine aus Holz gebaute Residenz fiel 1910 einem Großbrand zum Opfer. Heute ist Gadji wegen seiner Lage an der Bucht Baie de Gadji bekannt, die besonders bei Tauchern beliebt ist und in der mehrere Eilande aus Korallenkalk aus dem Meer ragen.
Im Nordosten der Insel ist an der Bucht Baie des Crabes der von Kokospalmen und Araukarien gesäumte See Piscine naturelle eine viel besuchte Attraktion.
Die Lagune, die die Île des Pins umgibt, ist als Naturerbe durch die UNESCO besonders geschützt.